# Blanca (Murcia)
Blanca is een gemeente in de Spaanse provincie en regio Murcia en bevindt zich in de Vega Alta del Segura. Het grenst ten noorden met de gemeente Abarán, ten zuiden met de gemeenten Ulea en Ojós, ten oosten met de gemeenten Molina de Segura en Fortuna, en ten westen met de gemeente Ricote. Het heeft een oppervlakte van 87 km. De hoogte bedraagt 233 m en Blanca telt 6.521 inwoners (1 januari 2016).

## Communicatie
De belangrijkste communicatieweg, in de buurt van Blanca, is de snelweg a A-30 (Albacete-Murcia). Door verbeteringen aan de snelweg A-33, tussen Blanca en Fuente la Higuera, is de verbinding met Valencia verbeterd.
Vanuit Murcia, is Blanca toegankelijk via de A-30, Exit 111 richting Blanca, doch niet via richting Blanca treinstation dat zeker 8 km vanaf Blanca ligt. Vanuit Madrid, door de afslag 110 van de A-30 of N-301. Vanuit Valencia, door de intersectie van de A-33 tot A-30, of via de N-344.

## Geschiedenis
Door gebrek aan documentatie kan men niet vaststellen of er vroegtijdig nederzettingen waren op het grondgebied van Blanca, alhoewel de nabijheid van de rivier Segura en het goedaardige klimaat van dit gebied het een ideale plek voor de vestiging van een bevolking maakte.
Als onderdeel van de Ricote-vallei, hoewel zonder directe sporen van hun aanwezigheid in het dorp, vermoedt men de aanwezigheid van latere beschavingen vanwege de nabijgelegen Iberische nederzettingen (Bolbax in Cieza), en (Cabeza del Tio Pio in Archena) en Romaanse nederzettingen (Salto de la Novia in Ojos).
Derhalve moeten we naar het jaar 713 gaan, om met de komst van de Arabische verovering, een stabiele menselijke aanwezigheid in de stad Blanca te kunnen vinden. De eerste bewijzen zijn de overblijfselen van het kasteel, dat dateert uit de XI-XIIe eeuw. Toentertijd was Blanca bekend onder de naam "Negra", dat zwart betekent. Waarschijnlijk kwam dat door de kleur van de berg waar het kasteel zich bevindt en waar de allereerste bevolking zich vestigde. Dit fort werd gebouwd door de eerste koning van Murcia, Mohammed ibn Mardanis, bekend als "Koning Wolf", tussen de jaren 1155 en 1171. Deze jaren vielen samen met twee grote razzia van de Almohaden, en ook met de hoogtijdagen van het Koninkrijk (de economie van Murcia bereikte een "boom" met de ontwikkeling van de landbouw-granen, wijnstokken en olijf- en exporthandel van metaalglans aardewerk aan Italiaanse republieken. De handel vond plaats met de officiële munteenheid, de gouden dinar, gemaakt door het eigen valutahuis Madina Mursiyya - Murcia). De bouw van het kasteel van Blanca was bedoeld om de Vega Alta en de Vallei van Ricote onder controle te houden en om de veiligheid van het Koninkrijk te verhogen.
De historische band deel uit te maken van het Moorse Ricote Vallei is terug te vinden in 1228, in een opstand onder leiding van Ibn Hud uit Ricote tegen de Almohaden. Helaas na zijn dood, tien jaar later, zou alleen maar anarchie en wetteloosheid regeren in het Koninkrijk van Murcia. Het gevolg was dat de toenmalige moslim regering zo gedwongen werd om de Alcaraz Pact te ondertekenen met Castilië in 1243, met de eis zich als een protectoraat aan de Kroon te onderwerpen. Op die manier zouden dan de moslim bezittingen en tradities gerespecteerd worden in ruil voor trouw aan de Castiliaanse koning.
Eenmaal Alfonso X op de Castiliaanse troon en na het breken van een aantal bepalingen van het Verdrag, kwam de moslim bevolking in opstand tussen 1264 en 1266. Na de opstand afgeslagen te hebben kreeg de Ricotevallei bevolking de Bevoegdheid van de stad Murcia en wordt opgenomen in het grondgebied van de stad.
Door de dood van de oudste zoon en Castiliaanse erfgenaam, Fernando de la Cerda, begint de strijd voor troonopvolging van Castilië tussen de kinderen van Fernando, de Infante de la Cerda, en de oom, zoon van Alfonso X, de Infante Don Sancho . De toekomstige Sancho IV, beloofde, in een document van 25 maart 1281, aan de Orde van Sint Jacob, ze te belonen met donatie van de Ricotevallei, waaronder Negra (Blanca), als ze hem zouden helpen in de strijd voor de kroon. Dit is de eerste keer dat de naam Negra in een document voorkomt: "... dat alleen God me op tijd brengt om te regeren en U de Ricotevallei met Negra en met Abaran en met Ojos en met de Puerto de la Losilla met alle landerijen....".  Na zijn proclamatie als koning, in Sevilla op 19 november 1285, voldoet hij aan zijn belofte en verleende de Orde van Sint Jacob de Ricote voor de verstrekte hulp: de Ricotevallei, hun boerderijen, dorpen en plaatsen.
Het zou geen duurzame vrede worden in de vallei, want James II van Aragon, viel het Koninkrijk van Murcia binnen, in 1296, als vergoeding voor zijn verleende hulp aan de andere partij, dat wil zeggen aan de Infantes de la Cerda, in de strijd om de opvolging van de troon tegen zijn oom. Tijdens deze bezetting werden Negra en zijn kasteel overhandigd aan de adviseur Bernardo de Sarria, niettegenstaande het feit dat de commandant van de Orde Sint Jacob van Ricote het bezit claimt. Na de vrede krijgt John Osores, de commandant van de Orde van Sint Jacob, het kasteel van Blanca terug op 19 november, 1304.
De laatste keer dat Negra in een document voorkomt is in 1315. De overgang van Negra naar Blanca geschiedde waarschijnlijk tussen 1353 en 1362 door de invloed van Blanca de Borbón, koningin van Castilië, die in de steek gelaten werd door koning Pedro I en verdedigd werd door Don Frederik, Grote Meester van de Orde van Sint Jacob en Sancho Sanchez de Moscoso, commandant van Ricote. Jaren later, juist in 1382, verschijnt voor het eerst de naam Blanca in een document, waarin de Gouverneur van het Koninkrijk Murcia, Martin Alonso de Valdivieso, middels Graaf de Carrión aan het bestuur van Murcia vraagt een Moor van Blanca vrij te laten, die op verzoek van een Jood werd aangehouden in Elche.
De overheersing van Blanca en de rest van de Vallei van Ricote door de Orde van Sint Jacob zou duren tot de negentiende eeuw. Om de opbrengst van hun land te verbeteren, tijdens de eerste jaren van deze overheersing, bekeerde men de moslims van deze plaatsen tot het christendom en, in de eenwording van de koninklijke landtoekenning van Ricote aan de Orde, plande men de productieve en militaire acties van de rest van de vallei.
Dit belette niet dat de Moorse bevolking beïnvloed werd door de militaire instabiliteit in het midden van de vijftiende eeuw. Dat was er de oorzaak van dat de bevolking van Blanca hun dorp verliet en met de troepen van de koning van Granada naar deze stad marcheerde, nadat deze troepen het Koninkrijk Murcia binnen hadden gevallen. Na het eisen van fiscale voordelen die ingewilligd werden keerden ze weer terug naar Blanca, maar dat was maar van korte duur. Na een bloedige plundering in Cieza in 1477 door de koninklijke troepen van Granada vertrok de bevolking van Blanca opnieuw naar Granada. Ze zouden weer terugkeren in 1492 na de verovering van het Koninkrijk Granada.

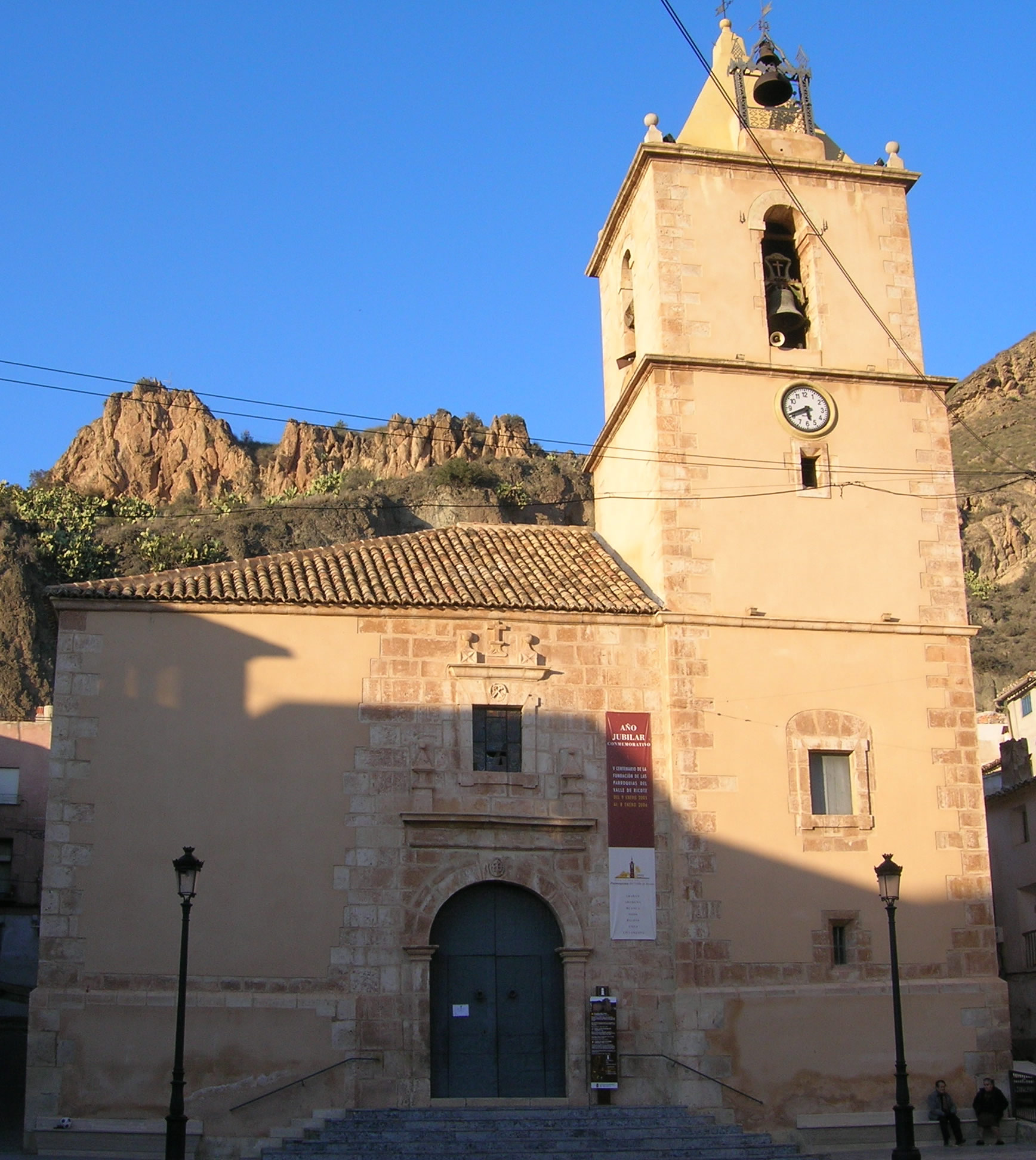
St. Johannes de Evangelist kerk. 16e eeuw.

Met het beleid van de katholieke koningen Ferdinand en Isabella, en de verdrijving van de Joden ging men door met het bekeren tot het christendom dat nu ook verplicht werd voor alle moslims. Dat was het moment dat de moren gedoopt werden en nu als moriscos beschouwd werden. Onder invloed van deze overheersing werden in 1507 de oude moskeeën omgebouwd tot kerken.
De moslimbevolking, na haar bekering tot het christendom, verwachtte zich te ontdoen van de fiscale druk, waaraan ze waren onderworpen door de ontrouw aan de kerk. Zij verwachtte nu de totstandkoming van bepaalde rechten. Maar toen dat niet het geval was, was de frustratie erg groot en het gevolg was een gewelddadige opstand van de Moorse bevolking in de hele vallei in 1517. Die opstand werd niet alleen afgeslagen, doch er volgde ook een onderdrukking een jaar later.
Gedurende de zestiende eeuw, was er een belangrijke toename van de bevolking van de dorpen, met name van de dorpen dicht bij de rivier Segura. Dat leidde ertoe dat Blanca op 10 augustus 1591 van Filips II het voorrecht van "villazgo" kon kopen, waardoor het dorp de bevoegdheid kreeg om zelf een burgemeester en raadsleden te kiezen voor het zelfbestuur, hetgeen aan de bewoners de lieve som van 2400 dukaten kostte.
De boom en de bevolkingstoename zou het tegenovergestelde worden in de daarop volgende eeuw. De verdrijving van de Moren, vanwege een in 1613 door Filips III afgevaardigde wet, liet Blanca's landbouwgronden in ruïne achter vanwege de gedwongen uittocht van de bewoners, waardoor de populatie van het dorp naar 300 mensen slonk. Maar 10-15 jaar daarna kwam 45% van de bewoners terug naar hun land. Miguel de Cervantes Saavedra schreef uitgebreid over deze Morenvallei middels de figuur van "El Morisco Ricote". Veel auteurs dachten dat "El Morisco Ricote" uit Esquivias (Toledo) of uit de provincie Albacete kwam, maar Govert Westerveld, de officiële kroniekschrijver van de gemeente Blanca, toonde aan dat hij uit de Ricote-vallei kwam, hetgeen in 2010 door de Morisco expert prof. Francisco Marques Villanueva (Harvard) bevestigd werd.
Reeds in de Gouden Eeuw van Murcia, de achttiende eeuw, begint Blanca zich te herstellen van het verlies van de bevolking, en gaat van 700 personen in 1713 naar 1378 personen toe in de Floridablanca Census van 1786. Het herstel kwam grotendeels dankzij de opbrengst van haar vruchtbare fruitboomgaarden en de verhuur van grasland aan de rondtrekkende vee nomaden.
In het begin van deze eeuw werd de kerk, gewijd aan St. Johannes de Evangelist, herbouwd door de broers Lucas en Antonio de la Lastra, steenhouwers, van wie de tweede stierf in dit dorp in 1696.
Na de Onafhankelijkheidsoorlog (1808-1814), werd het privilege van het dorp geratificeerd door koning Fernando VII in 1819. Negen jaar later werd het Koninkrijk Murcia getroffen door een epidemie van gele koorts, en Blanca werd door het kapittel van de kathedraal van Murcia gekozen als een toevluchtsoord tegen de ziekte, want volgens de traditie werd Blanca niet getroffen door deze ziekte. Door tussenkomst van San Roque, en nadat de bewoners zich tot hem gewend hadden met een gebed werd San Roque benoemd als beschermheilige van het dorp.
Eenmaal bevrijd van de controle door de Orde van Sint Jacob, in 1851, en na de revolutionaire gebeurtenissen en het herstel van de monarchie van Canovas del Castillo in de persoon van Alfonso XII, kon Blanca beter het hoofd bieden aan de komst van deze nieuwe eeuw en was beter voorbereid dan sommige van de nabijgelegen dorpen. In 1856 finaliseerde men de bouw van een nieuwe brug over de rivier Segura. In 1869, voltooit men de landweg die het dorp met het treinstation zou verbinden. In 1894 werd de straatverlichting geïnstalleerd.
Ook in 1894, was Blanca het slachtoffer van enkele helling instortingen en verschillende gebouwen werden daardoor vernietigd, waaronder het ziekenhuis gebouw en het gebouw dat onderdak verleende aan de armen. Dit had tot gevolg dat het landschap volledig veranderde, hetgeen reden was voor de bouw van nieuwe huizen en straten.
In de twintigste eeuw, verliepen de turbulente politieke en maatschappelijke perioden in het dorp op dezelfde manier als in de rest van de regio. De Tweede Republiek werd uitgeroepen in 1931. In de verkiezingen van 1933, wisten de conservatieve partijen, gegroepeerd in de Spaanse Confederatie van Autonome Rechten (CEDA), de verkiezingen te winnen. Het antwoord van links liet niet op zich wachten en meteen stimuleerde men de organisatie van vakbonden en maatschappelijke organisaties. In 1934, werd een algemene staking in Murcia uitgeroepen met gewelddadige demonstraties in vele locaties. Men moest toen in het naburige Cieza naar een staat van oorlog afkondigen en in het dorp Alguazas waren er verschillende doden. De verkiezingen van 1936, die werden gewonnen door een coalitie van linkse partijen opgeroepen als het Volksfront, veroorzaakte hevige confrontaties in de hele regio. Deze situatie was het voorspel van een burgeroorlog die ten slotte uitbrak op 17 juli van dat jaar door de opstand van een deel van het leger. Net als in de rest van het land, in deze jaren was er sporadisch een sociale crisis. De meeste tastbare verwezenlijking kwam tot uiting in de aanvallen op kloosters en kerken. In het geval van Blanca, het klooster La Milagrosa en de Parochie van St. Johannes de Evangelist. Als gevolg van dit geweld, raakte Blanca een aanzienlijke hoeveelheid van religieuze kunst kwijt, vooral religieuze voorstellingen ( Christus gebonden aan de kolom" - Salzillo stijl en auteurschap van sánchez Tapia, een van de belangrijkste en gewaardeerde meesterwerken, werd gelukkig gered).
Ondanks het kiezen van de republiek, had de regio Murcia weinig te maken met militaire acties, met uitzondering van sporadische beschietingen van de havens van Cartagena en Aguilas. In maart 1939 bezetten de nationale troepen Blanca en de rest van de regio.
Vanuit demografisch oogpunt de twintigste eeuw is een tijd van stagnatie geweest voor Blanca. Een eeuw eerder had men 6000 inwoners, die vandaag de dag hetzelfde cijfer blijven geven. Op dit moment is de immigratie essentieel om dit bevolkingsaantal te behouden en te verhogen. Dit is niet verwonderlijk, omdat de economie van het dorp in het begin van de eeuw volledig gebaseerd was op landbouw, esparto en houtverkoop. Het espartogras is geleidelijk aan verdwenen met de opkomst van synthetische vezels. Als bijgaande omstandigheid is nog te noemen de sluiting van de conservenfabrieken in de jaren zeventig en het opgeven van de hout activiteiten. Op die manier worden de jonge inwoners gedwongen hun werk elders te vinden, want praktisch niemand wil meer in de landbouw werken.
Alleen de landbouw, momenteel gewijd aan fruit en druiven, kreeg een belangrijke impuls door de wateroverdracht van de Tajo-Segura. Maar de inwoners van Blanca geven zich niet gewonnen door tegenspoed. Zij strijden samen om toekomstige tijden het hoofd te bieden in een opmerkelijke poging om hun dorp te laten groeien en het aan anderen bekend te maken door culturele programma's, traditionele feesten en internationale kunstenaars.

## Demografische ontwikkeling
Bron: INE, 1857-2011: volkstellingen

## Bezienswaardigheden
- St. Johannes de Evangelist kerk van de 16e eeuw
- Arabisch kasteel van de XIIe eeuw
- Peña Negra (zwarte vulkanische rots waarop het oude dorp ligt)
- Museum en Art Center van Blanca (MUCAB). Een Internationaal architectonisch bezienswaardigheid
- Kerk St. Johannes de Evangelist van de achttiende eeuw
- Stichting Pedro Cano
- Hermitage van Saint Roch (barok)
- Interpretation Centrum van Water en Licht
- Hermitage van Sint Peter
- Reuzenwaterrad "Núñez Miguelico"
- Craftsman Huis Workshop "Centrum Negra". Op een toplocatie aan de rand van het Moorse kasteel, er zijn cursussen in schilderen.
- Landhuis "La Favorita"
- Wandelpaden langs de rivier.

## Werkgelegenheid
- Industrieterrein San Roque
- Industrieterrein Ángel Prieto Oliva

## Festivals en belangrijke evenementen
- Goede week: Net als in de andere steden in de regio, wanneer de vastentijd begint dan eindigen alle broederschappen en passion genootschappen hun laatste voorbereidingen voor evenementen en parades vol hartstocht en sentimentaliteit.

Op dit moment zijn er acht broederschappen in Blanca, waarvan de oudsten zijn: de Onvervalste en meest Illustere Broederschap van Onze Vader, Jezus van Nazareth, de Broederschap van St. Johannes de Evangelist, de Onvervalste Congregatie van de Heilige Harten van Jezus en Maria en de Broederschap van Servite van onze Lieve Vrouw van de Maagd van Smarten. En anderen van latere oprichting zijn: de Broederschap van La Veronica, de Broederschap van St. Peter, de Broederschap van St. Maria Magdalena. De jongste Broederschap is die van de Broederschap van het gebed in de tuin. Voor het eerst liep met het beeld van de Maagd van verdriet gedurende de processie op Goede Vrijdag in 1986, en drie jaar later stichtte men de Broederschap. Vermeldingswaard is de traditie in Blanca van het bod op de Beelden, waaruit het sterke religieuze gevoel van de mensen van Blanca naar voren komt. Men betaalt om op zijn schouders het zware gewicht van de gekozen beelden te mogen dragen. 
- Kermis in augustus: In augustus viert Blanca zijn zomerfeesten en opnieuw ter ere van Blanca's patroonheilige, San Roque. Hier verandert het decor, de eierkoek door de stieren, want het stierenrennen is officieel verklaard als van regionaal toeristisch belang en zeker de meest belangrijke dag voor heel Blanca.

Blanca's stierenrennen is een traditie die men al meer dan driehonderd jaar viert en is een unicum in de regio Murcia. Tijdens de ochtend, de sfeer die heerst over het gehele traject van de route is een grenzeloze vreugde, waarin het dansen en optochten van bands, iedereen aanmoedigen om feest te vieren en waarbij iedereen welkom is. De kermis wordt altijd gehouden vóór 15 augustus. Het leven en de tradities van het dorp zijn goed beschreven door een andere kroniekschrijver van het dorp, Ángel Ríos Martínez.
- Lentefeesten:: Blanca in lentetijd, na de Goede week beginnen de feesten een week lang, die gewijd zijn aan de beschermheilige Sint Roque. Het meest karakteristieke evenement is wel de kroning van de Koningin van het dorp, en de bedevaart.

De bedevaart bestaat uit het dragen van de beschermheilige Sint Roque op de schouders van de mensen. De route is vanaf de kerk, in het centrum van het dorp, tot de eigen hermitage gewijd aan deze patroon. Daar brengt men daar dan de dag door en in de late middag brengt men de beschermheilige weer terug naar de kerk in Blanca, waar Sint Roque met vreugde en vuurpijlen wordt ontvangen.
- Winter Feesten: Blanca met Kerstfeest, waar men kan genieten van diverse monumentale kerststallen. Een van de belangrijkste monumentale kerststallen is te vinden in de expositie zaal van Cajamurcia. Een ander belangrijke particuliere kerststal vindt men bij het treinstation van Blanca, dat acht km van het dorp Blanca afligt.
- Lentefeesten. Blanca in lentetijd, na de Goede week beginnen de feesten een week lang, die gewijd zijn aan de beschermheilige Sint Roque. Het meest karakteristieke evenement is wel de kroning van de Koningin van het dorp, en de bedevaart.

De bedevaart bestaat uit het dragen van de beschermheilige Sint Roque op de schouders van de mensen. De route is vanaf de kerk, in het centrum van het dorp, tot de eigen hermitage gewijd aan deze patroon. Daar brengt men daar dan de dag door en in de late middag brengt men de beschermheilige weer terug naar de kerk in Blanca, waar Sint Roque met vreugde en vuurpijlen wordt ontvangen.

## Openbare veiligheid
- Hoofdkwartier van de Guardia Civil. 5e zone: Autonome Gemeenschap van de regio Murcia. Locatie Blanca.
- Dienst Natuurbescherming Guardia Civil van Blanca (SEPRONA)
- De lokale politie
- Civiele bescherming
- Vredegerecht (Juzgado de Paz)

## Stedenband
- Anguillara Sabazia ( Italië)